# 하양버스정류장
하양버스정류장은 경상북도 경산시 하양읍 373-10에 있는 대한민국의 시외버스 간이 매표소다.
예전 터미널 소재지는 경상북도 경산시 하양읍 하양로 34 (금락리 116-268), 3층 건물로 구성되어 있었으나 1층 일부에만 매표소, 대합실 등이 설치되어 있었고 나머지 공간은 모두 상업시설이었다. 정류장 형식으로 운영되기 때문에 승차홈과 하차홈의 구분은 없었으며, 건물 뒤편 공간에서 승하차했다.
예전에는 이 터미널 착발로 시내버스도 다녔으나, 현재는 모두 경일대학교 교내에 있는 840번 종점으로 착발지를 이전했다.
2015년에 내부 사정으로 해당 건물에서의 터미널 영업이 종료됐으며, 이후 해당 건물은 철거되고 나서 다른 건물로 신축되었다. 2016년부터 용계역매표소같은 도로변 간이 매표소 형식으로 운영하고 있다.

## 운행 노선

### 시외버스
| 방면        | 행선지                                   |
| ----------- | ---------------------------------------- |
| 영남권 방면 | 경주, 구미, 신복, 영천, 울산, 태화, 포항 |